# Буров Олексій Миколайович
Олексій Миколайович Буров (серпень 1893, село Тетюші Буїнського повіту Симбірської губернії, тепер Татарстан, Російська Федерація — розстріляний 29 липня 1938, місто Москва) — радянський діяч, 2-й секретар Горьковського крайвиконкому, голова виконавчого комітету Горьковської обласної ради. Депутат Верховної Ради СРСР 1-го скликання (1937—1938).

## Біографія
Народився в родині селянина-середняка. У 1903 році закінчив трирічну сільську школу в Тетюшах. З 1903 по 1910 рік працював у власному сільському господарстві в селі Тетюші.
У травні — серпні 1910 року — землекоп на будівництві Амурської залізниці. У серпні 1910 — січні 1911 року — шахтар Черновських рудників Забайкальської області.
У січні 1911 — травні 1912 року — пекар булочної торгової контори в місті Читі. У травні — грудні 1912 року — пекар, комірник булочних Чебаненка, Солянова в місті Владивостоці.
З грудня 1912 по квітень 1914 року — селянин у своєму господарстві в селі Тетюшах. У травні — жовтні 1914 року — пекар, комірник нарядника Солянова в місті Владивостоці.
З листопада 1914 по березень 1918 року служив на російському флоті, учасник Першої світової війни. У листопаді 1914 — травні 1916 року — військовий моряк, учень однорічної військово-морської школи гальванерів (електриків) у Кронштадті. У травні 1916 — березні 1918 року — гальванер лінкора «Гангут» Балтійського флоту.
У березні 1918 — лютому 1920 року — заступник голови, член приймальної комісії Нижньогородського військово-морського порту.
Член РКП(б) з листопада 1918 року.
У лютому — серпні 1920 року — секретар, заступник начальника, член для особливих доручень обласного управління водного транспорту (Облполітвод) Волзького басейну в місті Нижньому Новгороді. У вересні 1920 — вересні 1921 року — член для особливих доручень складу Управління надзвичайного уповноваженого Ради робітничої і селянської оборони із постачання Червоної армії і флоту в Нижньому Новгороді.
У вересні — грудні 1921 року — комісар радіомайстерень у місті Нижньому Новгороді.
У грудні 1921 — травні 1922 року — уповноважений управління Симбірської губернської комісії Ради праці і оборони. У травні — липні 1922 року — уповноважений Ярославської губернської комісії Ради праці і оборони з обліку майна.
У липні — грудні 1922 року — начальник евакуаційного пункту в Нижньому Новгороді.
У грудні 1922 — грудні 1924 року — голова місцевого комітету, секретар осередку РКП(б) Всесоюзного нафтового синдикату ВРНГ СРСР (Нафтосиндикату) в Нижньому Новгороді.
У грудні 1924 — травні 1926 року — відповідальний інструктор, завідувач організаційного відділу Нижньогородського міськрайонного комітету РКП(б).
У травні 1926 — жовтні 1927 року — відповідальний секретар Сергацького повітового комітету ВКП(б) Нижньогородської губернії.
У жовтні 1927 — квітні 1928 року — відповідальний секретар Нижньогородського міськрайонного комітету ВКП(б) Нижньогородської губернії.
У квітні 1928 — липні 1929 року — завідувач відділу з роботи на селі Нижньогородського губернського комітету ВКП(б).
У липні 1929 — березні 1931 року — слухач Курсів марксизму-ленінізму при ЦК ВКП(б) у Москві.
У березні — грудні 1931 року — завідувач відділу кадрів Нижньогородського крайового комітету ВКП(б).
У грудні 1931 — 14 грудня 1934 року — секретар Нижньогородського (Горьковського) крайового комітету ВКП(б) з постачання.
У лютому — грудні 1934 року — завідувач відділу радянської торгівлі Горьковського крайового комітету ВКП(б).
14 грудня 1934 — 5 червня 1937 року — 2-й секретар Горьковського крайового (обласного) комітету ВКП(б).
15 червня 1937 — червень 1938 року — голова виконавчого комітету Горьковської обласної ради.
3 червня 1938 року заарештований органами НКВС у готелі «Національ» в Москві. 29 липня 1938 року Воєнною колегією Верховного суду СРСР за «участь у контрреволюційній терористичній організації» засуджений до страти, того ж дня розстріляний і похований на полігоні «Комунарка» біля Москви.
Реабілітований 9 травня 1956 року Воєнною колегією Верховного суду СРСР.